# Dina Litovsky
Dina Litovsky, née en 1979 à Donetsk, est une photographe d'origine ukrainienne.

## Biographie
En 1991, Dina Litovsky s'installe à New York, où elle étudie la psychologie à l'université de New York,. En 2010, elle obtient un Master of Fine Arts en photographie à la School of Visual Arts de New York.

## Carrière professionnelle
Le travail de Dina Litovsky est décrit comme une sociologie visuelle et une documentation de la dynamique sociale de la culture américaine. Elle se concentre principalement sur les sous-cultures et l'idée de loisir.
Sa série Dark City est un portrait cinématographique de la ville de New York pendant la pandémie de COVID-19. La photographe s'inspire du peintre américain, Edward Hopper.
Pour Where the Amish Vacation, Dina Litovsky s'intéresse aux voyageurs Amish et Mennonites qui se détendent à Sarasota, en Floride,,,. La série Meatpacking traite de la politique sexuelle du quartier de Meatpacking à New York,. Avec Fashion Lust, la photographe présente les coulisses et le premier rang de la semaine de la mode à New York, Paris et Londres.
Le projet Bachelorette est un regard intime sur le rituel moderne de l'enterrement de vie de jeune fille. Pour Untag this Photo, elle s'intéresse à l'influence des caméras iPhone et des réseaux sociaux sur le comportement public des jeunes femmes dans les boîtes de nuit,.
Les photographies de Dina Litovsky sont régulièrement présentée dans la presse internationale telle The New York Times, le National Geographic, le New York Magazine, Photo District News, Esquire, The New Yorker ou encore Wired ,,,,,,.

## Reconnaissance
Dina Litovsky est sélectionné pour le PDN 30 New and Emerging Photographers to watch en 2014. En 2020, la photographe remporte le prix Nannen pour la photographie documentaire.